# کونگونهاس
کونگونهس (کونگونهنس دو کامپو) (به پرتغالی: Congonhas) یک شهر تاریخی واقع در ایالت میناس گرایس برزیل است. این شهر واقع در ۹۰ کیلومتر (۵۶ مایل) جنوبی بلو هوریزونته است. این شهر نزدیک به ۵۰ هزار نفر جمعیت دارد. در سال ۱۹۸۵، یونسکو کونگونهانس را در فهرست میراث جهانی ثبت کرد.